# 筹办夷务始末
《筹办夷务始末》又称《三朝筹办夷务始末》，是清朝政府官修的对外关系档案资料汇编，共160卷。道光朝80卷，文庆等编，其中道光朝自道光十六年（1836年）许乃济主張禁止鸦片开始，至道光二十九年（1849年）為止，收录这一期间涉外事项的上谕、廷寄、奏折、照会等档案约2700余件、220万字，百分之九十與第一次鸦片战争有關。咸丰朝80卷，贾桢等编，起自道光三十年（1850年）叶名琛致书英国公使文翰至咸丰十一年（1861年）俄羅斯帝國使者到达乌兰巴托為止，收录这一期间上谕、奏折、照会等约3000件、200万字，百分之九十與第二次鸦片战争有關。同治朝100卷，宝鋆等编，起自咸丰十一年（1861年）至同治十三年（1874年），收录这一期间上谕、廷寄、折片等约3600件、250万字。筹办夷务始末收入续修四库全书史部纪事本末类。